# Chalandry-Elaire
 Chalandry-Elaire  là một xã ở tỉnh Ardennes, thuộc vùng Grand Est ở phía bắc nước Pháp.